# Dragon Rage
Dragon Rage là tựa game thuộc thể loại bắn súng do hãng The 3DO Company đồng phát triển và phát hành cho hệ máy PlayStation 2 vào năm 2001 ở Bắc Mỹ và châu Âu năm 2002. Game có nhiều khúc phim hoạt họa và đoạn phim cắt cảnh. Lúc đầu trò chơi dự tính trở thành một tựa game Might and Magic. Tên gọi ban đầu là Dragon Wars of Might and Magic nhưng do cốt truyện chẳng ăn nhập gì với vũ trụ Might and Magic nên nhà sản xuất đành bỏ đi chỉ để thành Dragon Rage mà thôi.

## Lối chơi
Dragon Rage thuộc thể loại game lái rồng bắn súng, người chơi điều khiển một con rồng trốn thoát được tên là Cael Cyndar trong nhiệm vụ hòng cứu loài rồng thoát hỏi sự tận diệt của bầy Orc hung bạo. Người hướng dẫn của Cael là Adara the Sprite. Những đòn tấn công của rồng bao gồm đụng, cắn, vồ & thả và phun lửa. Bất cứ khi nào Cael ăn lũ orcs đều có cơ hội nhận điểm Mana. Ăn những con vật nuôi trong trang trại giúp bổ sung cột máu Health. Phần điều khiển rất đơn giản chỉ gồm cuộn thùng, nhặt đá, và kích hoạt những quyền năng khác của loài rồng.
Khi Cael thả bầy yêu tinh bắt được, chúng sẽ cung cấp thông tin hữu ích hoặc dạy cho Cael biết về sức mạnh ma thuật của mình. Cael có thể phun ra lửa, băng, sét và những tảng đá khổng lồ. Nếu Cael ăn năm con bò thì sẽ có thể tung ra đòn tấn công cuồng nộ. Màn chơi đầu tiên giúp người chơi huấn luyện Cael tập sử dụng quyền năng của loài rồng. Một số màn chơi khác cũng không có gì là phức tạp như đi cứu trứng rồng và bầy yêu tinh, phá hủy pháo đài, vượt qua cánh cổng ma thuật và ngăn chặn lũ Orc. Quân đội loài Orc bao gồm bộ binh (chiến binh orc), thủy quân (tàu chiến), không quân (khinh khí cầu), lực lượng thủ thành (tháp canh), và khí cụ công thành (máy bắn đá).

## Đón nhận
Dragon Rage nhận được nhiều đánh giá trái chiều đến tiêu cực từ giới phê bình. Trên Metacritic, trò chơi nhận được số điểm 50/100 dựa trên 9 bài đánh giá, cho thấy "các bài đánh giá hỗn hợp hoặc trung bình".